# You Will Never Know
You Will Never Know è un singolo della cantante francese Imany, pubblicato il 6 giugno 2011 come primo estratto dal primo album in studio The Shape of a Broken Heart.

## Descrizione
Il brano è stato scritto dalla stessa cantante insieme a E.M.N' e M. N'Gom. e, nonostante sia stato pubblicato nel 2011, è entrato in rotazione radiofonica in Italia il 24 maggio 2013.

## Tracce
Testi e musiche di Nadia Mladjao, E.M.N' e M. N'Gom.
1. You Will Never Know – 3:48

## Classifiche

### Classifiche settimanali
| Classifica (2011-14) | Posizione massima |
| -------------------- | ----------------- |
| Belgio (Vallonia)    | 70                |
| Bulgaria             | 17                |
| Francia              | 26                |
| Italia               | 2                 |
| Libano               | 17                |
| Polonia              | 5                 |
| Russia               | 4                 |
| Ucraina              | 33                |

### Classifiche di fine anno
| Classifica (2013) | Posizione |
| ----------------- | --------- |
| Italia            | 8         |